# Anastasia von Fulach
Anastasia von Fulach (* vor 1514; † nach 1529) war eine Äbtissin im Schweizer Kloster Paradies.

## Leben

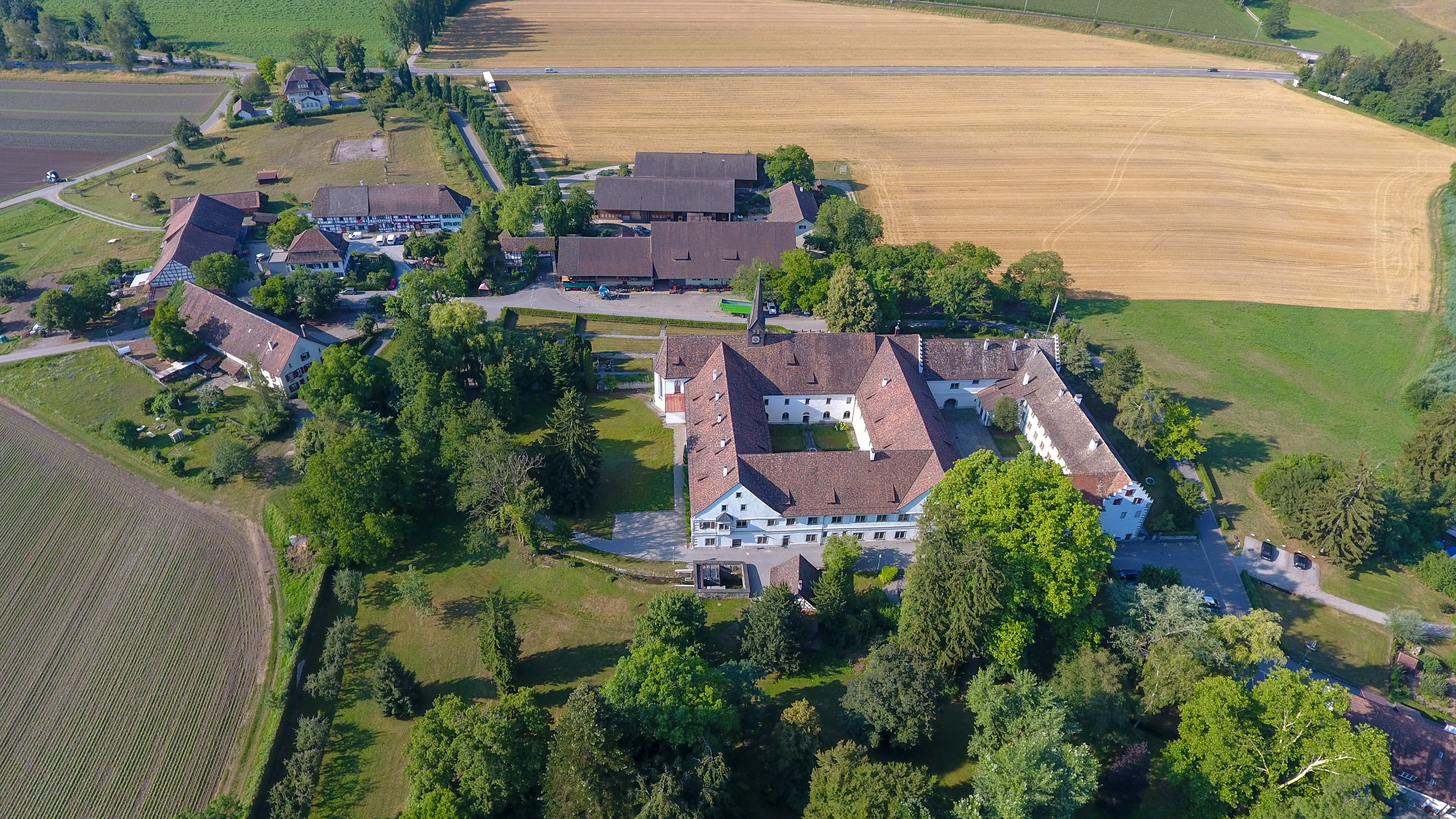
Das Kloster Paradies (fotografiert 2018)

Anastasia von Fulach stammte aus einem Schaffhauser Adelsgeschlecht. 1514, 1524 und 1528–1529 war sie Äbtissin, 1524–1528 Schaffnerin von Paradies. Von Fulach wehrte sich ab 1524 energisch gegen die Säkularisationsbestrebungen Schaffhausens, musste aber bald Zwangsverkäufe von Vogteirechten hinnehmen. Da die Schaffhauser Schirmherrschaft von Diessenhofen angefochten wurde, drängte der Rat von Schaffhausen auf eine schnelle Säkularisation. Von Fulach brachte einen Teil der beweglichen Habe in Sicherheit und verliess bei der Säkularisation am 14. Juli 1529 mit den altgläubigen Konventualinnen das Kloster. Sie fand vermutlich Aufnahme im nahe gelegenen Dominikanerinnenkloster St. Katharinental.